# 甲斐名都
甲斐 名都（kainatsu、かい なつ、1983年8月31日 - ）は、日本の女性シンガーソングライター。東京都世田谷区出身。SMC Entertainment所属。
父親は甲斐よしひろ。母親は元女優の竹田かほり。玉川大学文学部人間学科卒業。血液型はB型。身長156cm。

## 来歴
2005年
- 5月18日、ミニアルバム『夕暮れワルツ』でインディーズデビューし、路上ライブを中心に活動を始める。

2006年
- 11月8日、シングル『下北沢南口』で、エイベックスよりメジャー・デビュー。

2007年
- 4月3日、明治神宮野球場で行われたプロ野球開幕戦 ヤクルト対阪神戦において国歌独唱。
- 4月4日、シングル『drive』を発売。リリースにちなんで、4月6日から4月8日には東名高速道路のサービスエリアにおいて新曲のキャンペーンライブを行う。これは日本史上初の試みである。
- 8月15日、メジャー初となるアルバム『ナミダの成分』を発売。

2008年
- 2月20日、初の配信限定シングル『雪の降らない街』を配信開始。
- 7月16日、tearbridge productionへ移籍後第1弾となる初のミニアルバム『深呼吸の必要』を発売。

2009年
- 1月19日、未収録曲着うた・着うたフル 配信限定シングル『桜色のてがみ』を配信開始。
- 7月29日、シングル『同じ空を見上げてる』発売。この曲は2009年8月1日に日本でも公開されたディズニーの3Dアニメーション映画「BOLT」のエンディングテーマとなった。

2010年
- 4月6日、Nack5でレギュラー番組『GOLDEN 4 EGGS』がスタート（2012年3月まで担当）。

2011年
- 4月1日、長年レギュラー番組を担当してきた静岡エフエム放送（K-MIX）にて、毎週金曜日午後1時〜5時20分の生番組「K-MIX Rainbow Fly-Day」がスタート。ラジオパーソナリティとしての活躍の場を広げている。
- 12月21日、当日発売のSMAPのシングル「僕の半分」のカップリング曲「真冬のラブレター」に歌詞提供。作曲は、かねてから交流があるレミオロメン・前田啓介が担当した。

2012年
- 4月1日、アーティスト名を「kainatsu」に改名する。
- 5月14日、未発表曲がカリエのヘアケア商品「BEASHOW(美匠) by Noz」TV-CMテーマソングとして放映開始。
- 9月12日、ヘアケア商品「BEASHOW(美匠) by Noz」TV-CMテーマソング「凛ダンス」発売。

2014年
- 2月、一般男性との結婚を発表[2]。

2015年
- 4月28日、第1子となる女児を出産[2]。
- 4月より「K-MIX LIFE!LIFE!LIFE!」に「K-MIX Rainbow Fly-Day」の実質的続投で出演を開始する。

2022年
- 10月7日より、単独レギュラー番組、「野菜をMOTTO presents おかえりマルシェ」に出演。

## ディスコグラフィ

### シングル
1. 下北沢南口（2006年11月8日）
2. drive（2007年4月4日）
3. 青の向こうにその恋を投げてしまおう/夏嵐の夜（2007年8月8日）
4. 同じ空を見上げてる（2009年7月29日）
5. ワンダースノウ〜素直になって〜（2009年11月18日）
6. 凜ダンス（2012年9月12日）
7. 愛すべき君のグレーゾーン（2013年1月23日）
8. Little Melody（2014年8月20日）

### 配信限定シングル
1. 雪の降らない街（2008年2月20日）
2. 桜色のてがみ　（2009年1月19日）- 映画『GIRLS LOVE』の主題歌
3. はじめてのクリスマス（2010年12月1日）
4. raibow bird（2011年3月16日）
5. 真夏ノ夜ノ夢（2011年6月29日）
6. 抱きしめたい（2013年12月18日）
7. いい予感がするよ（2016年11月2日）
8. Be all right !!（2021年8月25日）
9. 三度目の桜並木（2022年4月22日）
10. 日めくりカレンダー（2022年8月15日）
11. Voyager 〜 はじまりの景色 〜（2023年1月25日）

### インディーズ・ミニ・アルバム
1. 夕暮れワルツ（2005年5月18日）
2. ソラシド（2006年2月5日）

### フル・アルバム
1. ナミダの成分（2007年8月15日）
2. カテドラル（2010年1月20日）
3. LiFEWORK（2013年5月29日）
4. 暮らし の はなし（2017年9月27日）
5. BOOKMARK（2019年2月13日）
6. overcome（2022年10月26日）

### ミニ・アルバム
1. 深呼吸の必要（2008年7月16日）

### 映像作品
1. DVD kainatsu LIVE TOUR 2013 〜It’s OUR LiFEWORK!!!〜（2014年2月5日）

## エピソード
楽曲「下北沢南口」は自身が生まれ育った下北沢をモチーフにして書いた曲であり、メジャー・デビュー前からミニ・アルバム『ソラシド』収録曲として多数のメディア番組のテーマソングなどに起用された。またFMラジオ放送局のパワープレイも複数獲得している。
シングル『下北沢南口』でのメジャー・デビューを記念して、CDリリース前後の下北沢駅南口にはリリース告知のフラッグが街頭に掲げられていた。また2006年11月10日には「下北沢南口ジャック」と称して、街頭放送が行われたり、更には同日の小田急線の電車内の中刷りがほぼすべて甲斐の広告になるなどのイベントが行われた。カップリング曲「初恋トレイン」をモチーフとした同名の小説があり、シングル初回購入特典として配布された。この小説はシングル発売前に自身の携帯サイトでも先行配信された。

## 出演番組

### ラジオ番組
現在
2022年10月現在
- K-mix LIFE! LIFE! LIFE![3]（K-mix、2015年4月-・金曜14:08-16:55）D.W.ニコルズのわたなべだいすけとのダブルパーソナリティ。
- 野菜をMOTTO presents おかえりマルシェ（K-mix、2022年10月-･金曜18:30-18:55）

過去
- The Nutty Radio Show 鬼玉「恋の成分」（NACK5、2007年10月2日-2008年1月29日）
- 夜はぷちぷちケータイ短歌（NHKラジオ第1放送、2008年7月6日）※テーマ曲「天の川」を提供。
- The Nutty Radio Show「鬼玉 甲斐名都 ナッツー・レディオ・ショー」（NACK5、2008年10月6日-）
- K-MIX 8×8 甲斐名都 よりみちroom（K-MIX、2006年4月-2011年3月）
- NACK5 開局23周年記念番組「GOLDEN 4 EGGS PLUS」（NACK5、2011年10月30日）
- GOLDEN 4 EGGS「甲斐名都　Cathed ÷ Radio」（NACK5、2010年4月6日-2012年3月27日）後任は神田沙也加
- STROBE NIGHT! - 月曜パーソナリティ（NACK5、2012年4月2日-2013年3月25日・月曜25:00-29:00）
- K-MIX Rainbow Fly-Day（K-MIX、2011年4月1日-2013年3月29日・金曜13:00-17:20）
- K-mix Rainbow Fly-Day DX[4]（K-mix、2013年4月5日 - 2015年3月・金曜11:30-17:20）
- kainatsu うたた猫のうたたレディオ（Date fm 2018年7月 - 2019年3月・火曜 12:00 - 12:25）

### テレビ番組
- 恋のカイトウ!?トモコレ2世（TOKYO MX、2010年6月24日）

### インターネット放送
- WEタウンBB（あっ!とおどろく放送局、2006年）